# Gosse Oosterbaan
Gosse Oosterbaan (Koog aan de Zaan, 11 januari 1911 – Krommenie, 1989) was een Nederlandse burgemeester. Hij was lid van de PvdA.
Gosse Oosterbaan was vanaf 1958 wethouder in Koog aan de Zaan tot hij in 1965 burgemeester werd van de gemeente Zaandijk. In 1971 volgde zijn benoeming tot burgemeester van de gemeente Krommenie waar hij de laatste burgemeester zou zijn. Na de samenvoeging van o.a. de gemeente Krommenie met Zaandam, werd Reint Laan in januari 1974 benoemd tot burgemeester van de nieuwe gemeente Zaanstad.